# Opération Pièces jaunes

Logo de l'opération Pièces Jaunes

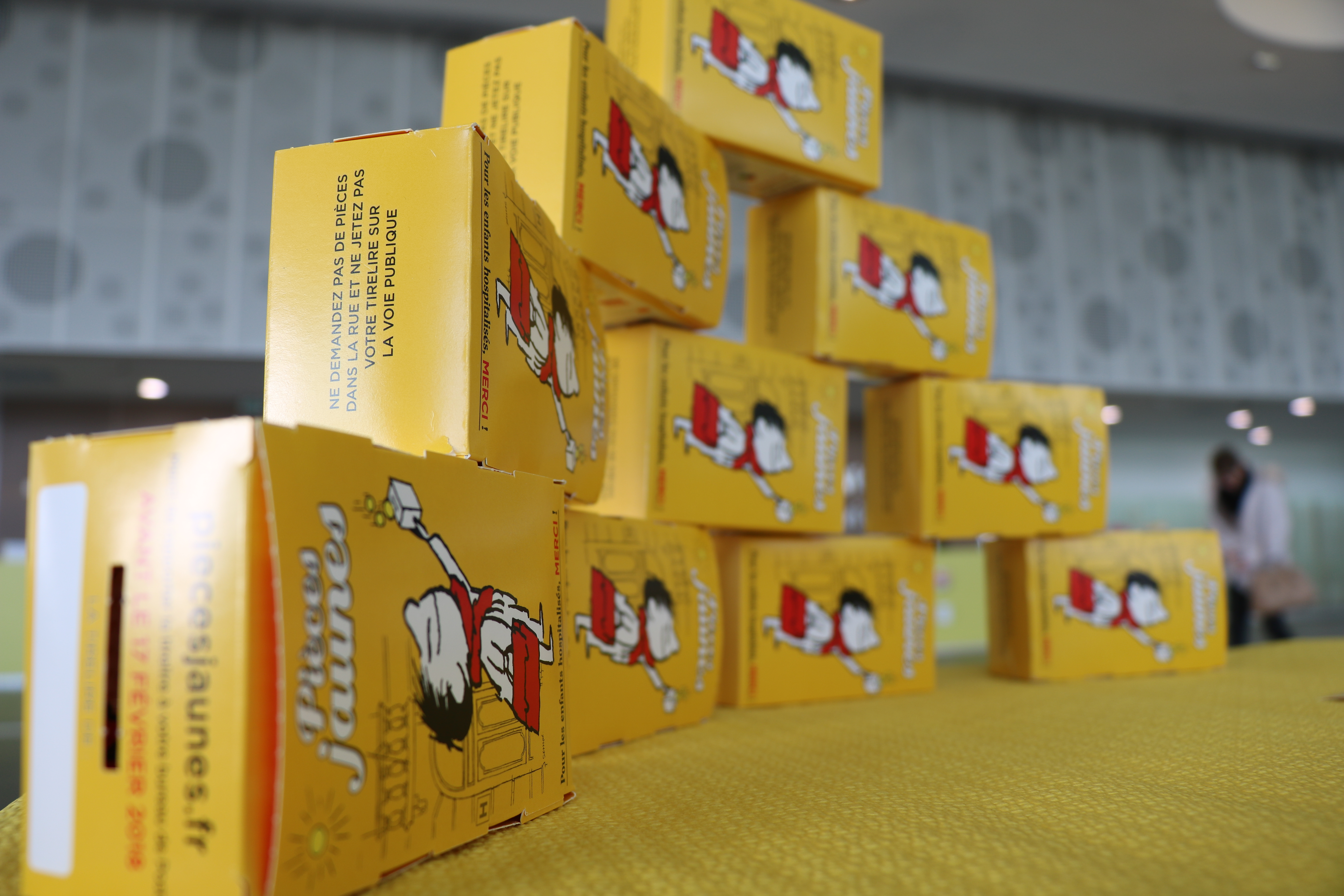
Pyramide de tirelires Pièces Jaunes à l'occasion de la Journée Pièces Jaunes 2018 au centre hospitalier régional d'Orléans.

 (juillet 2019).
Si vous disposez d'ouvrages ou d'articles de référence ou si vous connaissez des sites web de qualité traitant du thème abordé ici, merci de compléter l'article en donnant les références utiles à sa vérifiabilité et en les liant à la section « Notes et références ».
En pratique : Quelles sources sont attendues ? Comment ajouter mes sources ?
 (mai 2022).
L'opération Pièces jaunes est une campagne française de solidarité menée chaque année depuis 1989 par la Fondation des Hôpitaux afin de collecter des fonds destinés à l'amélioration des conditions d'hospitalisation des enfants et des adolescents.
Les fonds collectés servent à financer des projets visant à « améliorer la vie quotidienne des enfants et des adolescents hospitalisés », mais aussi celle de leurs proches et des équipes soignantes, en favorisant le rapprochement des familles, le développement des activités, la lutte contre la douleur et l'amélioration de l’accueil et le confort. Les projets soutenus vont de l’acquisition de jouets à l’aménagement d’espaces d’accueil pour les familles et à la construction de maisons des parents, en passant par l'organisation de séjours de vacances pour les enfants hospitalisés ou bien la rénovation d'unités de soin. Les Pièces jaunes financent depuis plus de 30 ans des chambres parents-enfant, des Maisons des parents à l'hôpital et des Maisons des familles afin d'améliorer l'accueil et le confort à l'hôpital.

## Histoire et organisation

### Naissance de l’opération
Durant les premières années, les Pièces jaunes sont collectées auprès des familles. Quelques années plus tard, l'opération s'étendra à l'école puis à la ville, jusqu'à devenir l'opération caritative que nous connaissons aujourd'hui. Une autre thèse concernant le début de l’opération Pièces jaunes est avancée dans l'ouvrage La belle histoire des pièces jaunes. Le professeur Claude Griscelli, président de la Fondation de 1989 à 1994, déclenche un certain nombre de réunions de réflexion où l’on évoque la participation des entreprises, les dons de toute sorte, les legs, les mécènes de l’industrie pharmaceutique. Claude Griscelli se souvient alors d’une opération très rentable, qui avait eu lieu aux États-Unis et qui l’avait aidé pour un projet de recherche sur le déficit humanitaire. Il s’agissait de March of Dimes, qui consistait à collecter les « dimes », c’est-à-dire les 10 centimes de dollars dans les urnes placées un peu partout sur le territoire américain. Avec l’aide de l’agence conseil (TSA-Consultants du groupe Belier Eurocom) de la Fondation à l’époque, et « avec les réflexions de chacun et les premières réunions, grâce aux conseils de nombreuses personnalités, l’opération Pièces jaunes prend corps ».
Une collecte est mise en place en mars 1990, réservée à Paris et la région parisienne. De grandes urnes transparentes sont disposées dans 420 boulangeries, dans certaines agences bancaires et dans les halls des mairies de Paris.
En 2021, face au contexte mondial de crise sanitaire, l'opération Pièces Jaunes est 100 % dématérialisée.

### Personnalités

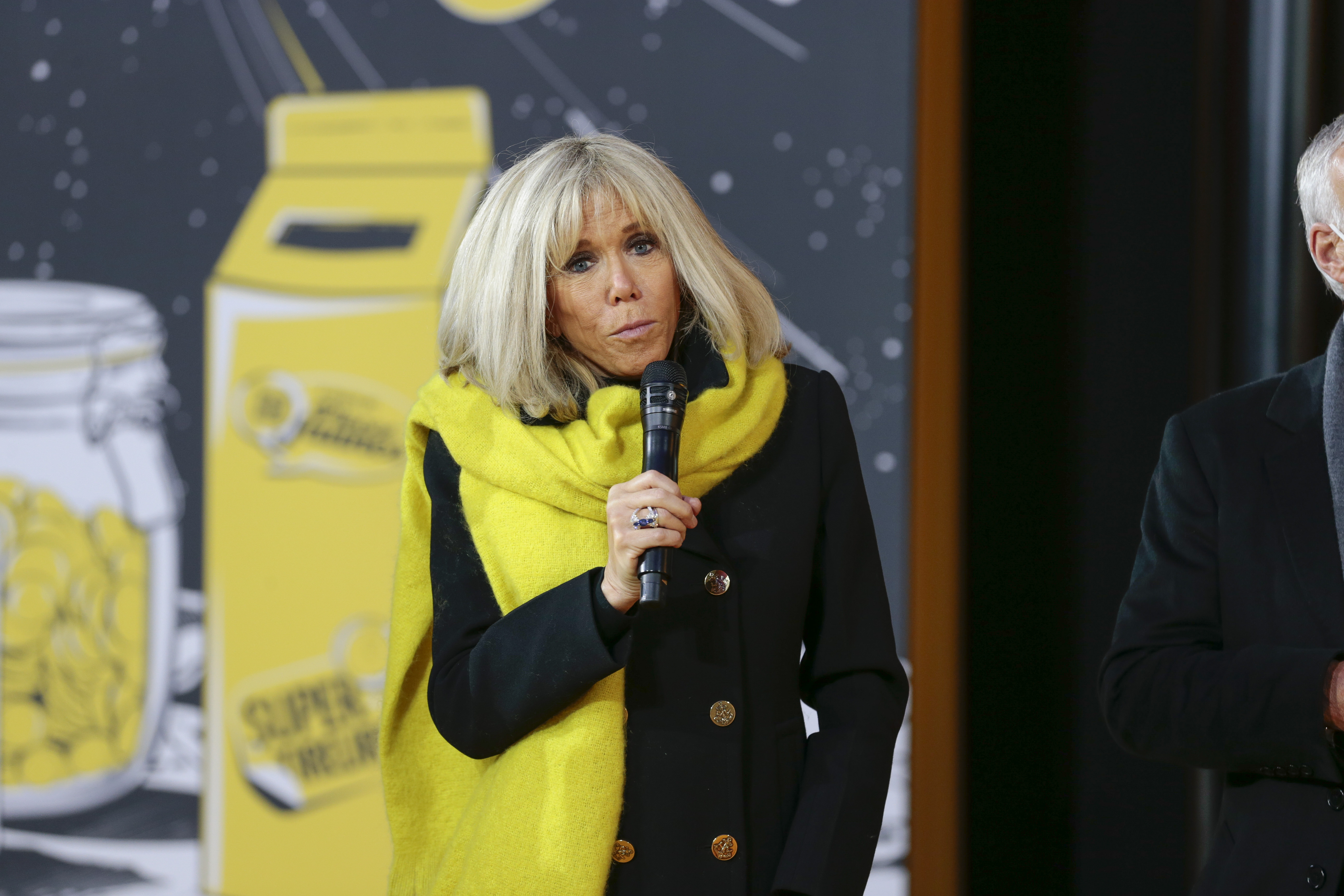
Brigitte Macron lors du Lancement de l'opération Pièces jaunes 2022 à la Poste du Louvre.

Bernadette Chirac a été la présidente de la Fondation Hôpitaux de Paris-Hôpitaux de France entre 1994 et 2019. Désormais, la présidente de la fondation, renommée Fondation des Hôpitaux, est Brigitte Macron.
Didier Deschamps est le parrain de l'opération depuis 2019 et la 30e édition. De nombreux artistes et sportifs s'engagent également chaque année en faveur des Pièces Jaunes, apportant leur soutien aux jeunes patients hospitalisés.
La fondation dispose d'ambassadeurs locaux qui mettent en œuvre des projets de collecte de fonds dans toute la France. Certains hôpitaux comme le centre hospitalier régional d'Orléans ou le centre hospitalier de Dieppe s'engagent également en faveur des Pièces Jaunes en organisant des événements liés à l'opération et destinés aux enfants et aux adolescents hospitalisés.

### Partenaires et soutiens
Un grand nombre d’entreprises et d’institutions sont partenaires de l'opération Pièces Jaunes.
Parmi elles, on peut citer la Banque de France (qui procède au comptage des pièces collectées), la Confédération nationale de la boulangerie-pâtisserie française, Carrefour, la Fondation Engie, la Fondation Orange, Disneyland Paris, Pharmavie, Foncia, MoneyWalkie, Fleurus Presse, Coinstar, Unique Heritage Media, La Poste, le ministère de l'Éducation nationale, RTL, SFR, TF1 et TV Magazine.

## Projets financés
Depuis 1989, plus de 9 300 projets ont été réalisés dans les services pédiatriques des hôpitaux français grâce à un financement accordé par la Fondation à hauteur de 104 millions d'euros. Ces projets sont financés grâce à la générosité du public. Les dons peuvent se faire : en collectant des pièces dans les tirelires, par SMS en envoyant DON au 92 111 (5 € prélevés sur facture opérateur mobile), en ligne sur piecesjaunes.fr ou par chèque à l'ordre des Pièces Jaunes.

### Domaines
Les projets financés par l’opération Pièces jaunes sont mis en œuvre dans huit grands domaines d’action :
- permettre aux familles de rester auprès de leur enfant hospitalisé : la présence des proches à l’hôpital procure un grand apaisement pour tous les patients et aide à mieux vivre son séjour à l’hôpital. Par exemple : création de chambres mère-enfant, construction de maisons des parents, achat de lit d’accompagnement, aménagement d’espace famille, etc. ;
- améliorer les conditions d'accueil et de confort : grâce à l’aménagement d’espaces conviviaux et d’équipements adaptés, l’attente ou le séjour hospitalier est plus agréable. Par exemple : création de fresques murales, achat de mobilier adapté aux enfants, création de salles de jeux, édition de livrets d’accueil, rénovation des salles d’attente, etc. ;
- encourager le développement des activités : pour lutter contre l’ennui et l’isolement, les équipes soignantes organisent de nombreuses activités indispensables au moral des patients. Par exemple : organisation d’ateliers (informatique, cuisine, peinture, etc.), aménagement de terrains sportifs, achat de minibus, organisation de séjours de vacances hors de l’hôpital, etc. ;
- soutenir les adolescents en souffrance : l’adolescence est une période difficile, les adolescents sont exposés à des pathologies très spécifiques. Par exemple : création de chambres pour adolescents, construction de maisons des adolescents, mise en place d’ateliers spécifiques, etc. ;
- lutter contre la douleur : avoir mal n’est pas une fatalité, grâce aux pompes d’auto-analgésie contrôlée, les enfants souffrent moins ;
- venir en aide aux enfants victimes de violences : en 2021, sept unités mobiles ont été financées par les Pièces Jaunes afin de favoriser le dépistage des violences faites aux enfants ;
- accompagner les aidants : pleinement dévoués, présents au quotidien, les aidants finissent par s’épuiser. La Fondation a par exemple contribué à la création de la première Maison de répit en France qui a vu le jour à Lyon en 2018 ;
- prendre soin de ceux qui soignent : en 2021, la Fondation a engagé quatre millions d’euros afin de financer la création d’espaces de détente destinés aux personnels soignants épuisés par la crise sanitaire.

Depuis le début de la crise sanitaire, la Fondation des Hôpitaux et l'opération Pièces jaunes ont adapté leur soutien aux nouveaux besoins, conséquences de la situation sanitaire.

### Actions en faveur des adolescents en souffrance
La Fondation poursuit son engagement en faveur des adolescents en souffrance, avec son « programme adolescents » initié en 2004. Les subventions accordées grâce à l'opération à Pièces Jaunes permettent la construction ou l’aménagement d’espaces spécifiques au sein des hôpitaux proposant une approche globale et pluridisciplinaire de la santé des adolescents sur le même principe que la Maison de Solenn à Paris. Alliant notamment consultations médicales, prévention et suivi, ces structures sont destinées aux jeunes souffrant par exemple de troubles du comportement, de dépressions, de troubles alimentaires ou de phobies scolaires.
Depuis 2015, la Fondation a lancé le programme Transition qui vise à améliorer le suivi médical entre la pédiatrie et la médecine adulte. Certains programmes ont déjà vu le jour : La Suite à l'hôpital Necker-Enfants malades de Paris (inauguration du bâtiment en septembre 2016) et TransEnd à l'hôpital de la Pitié-Salpêtrière (inauguration du bâtiment en mars 2017).
En 2021, plusieurs millions d'euros ont été accordés par la Fondation des Hôpitaux en faveur des Maisons des Adolescents qui œuvrent pour le mieux être des adolescents dont la santé mentale a été fragilisée durant la crise sanitaire.

## Transparence financière
Selon Le Canard enchaîné du 10 février 2006, les recettes drainées par le TGV Pièces Jaunes ne seraient pas publiées en raison du large déficit de l'opération. Le journal critique le manque de clarté des comptes publics de l'opération qui seraient erronés : en 2004, les frais de fonctionnement ne s'élevaient pas à 36,3 % mais 39,3 %. Les estimations évaluent les frais annuels à 2,4 millions d'euros. Dans L'Express du 27 avril 2006, Élodie Sentenac et François Vignal publient un article intitulé « Les zones grises des pièces jaunes ». Il contient des informations tendant à contester la manière dont l'opération semble désormais gérée, d'autant que, d'après les journalistes, « les tirelires sont devenues plus légères : après la récolte exceptionnelle de 2002 (15 millions d'euros) due à l'abandon du franc, la Fondation recueillit 7,5 millions d'euros en 2003, 6 millions en 2004 et 5,2 millions en 2005 ».
Le 26 novembre 2009, le magazine d’actualité économique Challenges publie un article qui signale que « l'audit de la Cour des comptes sur la Fondation Hôpitaux de Paris (FHP), entamé après des rumeurs de mauvaise gestion de l'opération Pièces Jaunes de Bernadette Chirac, n'a décelé aucun problème » et précise que « le rapport a été réalisé par Axel Urgin, un magistrat encarté au PS ».
La Fondation des Hôpitaux est contrôlée par le Don en confiance, organisme d'agrément et de contrôle des associations et fondations faisant appel à la générosité du public, laquelle lui a délivré le label « don en confiance » qui garantit la bonne utilisation des fonds collectés.
Le dernier contrôle de la Fondation est intervenu en 2016. Dans ses conclusions, la Cour des comptes estime que la Fondation des hôpitaux « justifiait pleinement la confiance qui lui était faite par ses donateurs ».